# Konditorei

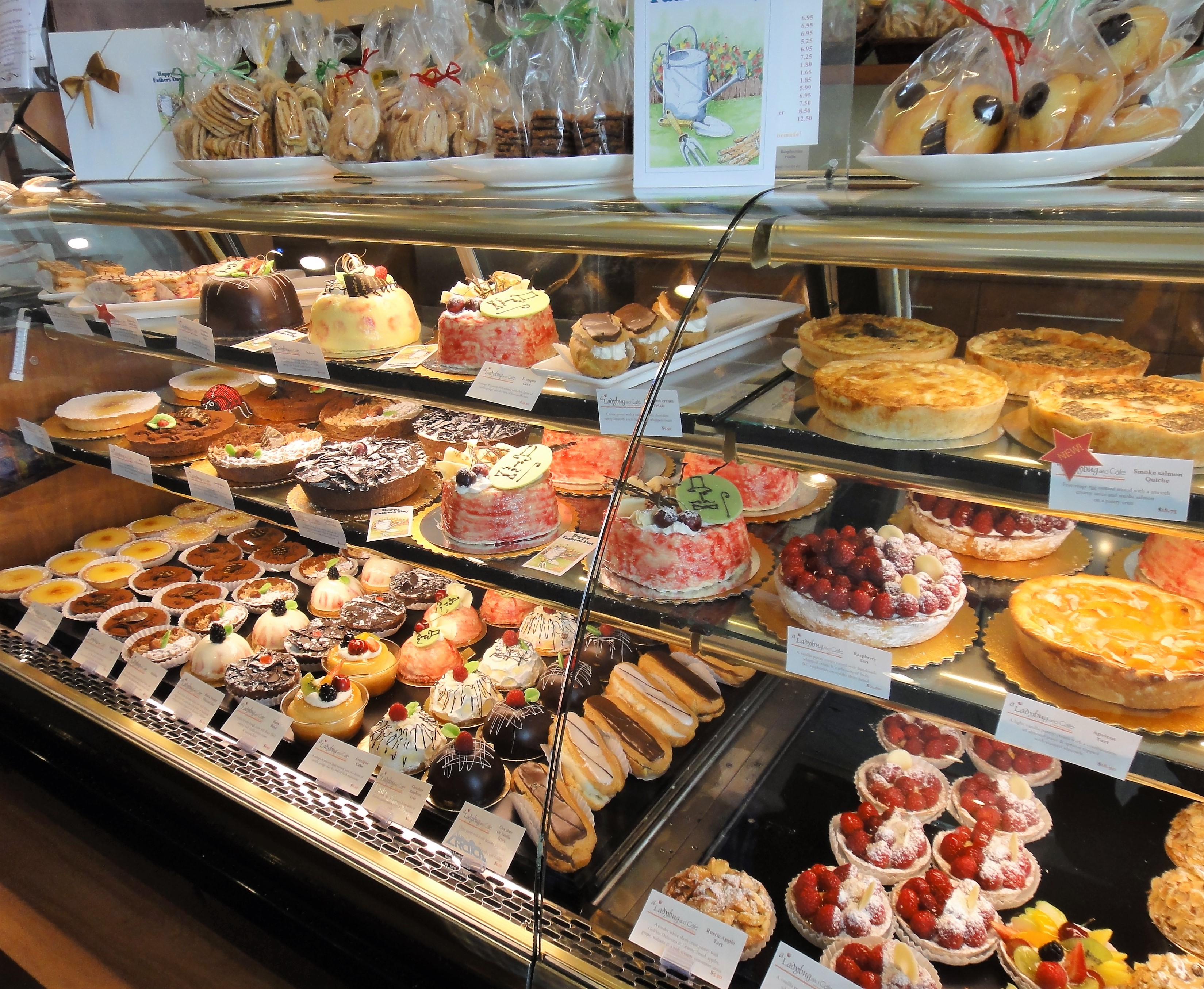
Vetrina di una Konditorei che espone dei dolci

Per Konditorei (in tedesco "pasticceria") si intende un tipo di locale che funge contemporaneamente da bar, sala da tè e pasticceria diffuso in vari paesi europei fra cui Germania, Austria e Svizzera tedesca. In una Konditorei vengono servite bevande calde o fredde (caffè, cioccolata calda, tè) e dolci (ad esempio torte, pasticcini e strudel). Il termine Konditorei proviene dal latino conditura, che indica la preparazione di cibo o la conservazione dei frutti.